# ウスト・イシム人
ウスト・イシム人（Ust'-Ishim man）とは、シベリアウスト・イシマスキー地方から見つかった45,000年前の現生人類の古人骨である。2008年に発見された。

## 遺伝子
人骨化石はマックス・プランク人類史科学研究所によって分析され、放射性炭素年代測定では45,000年前を示し、これはこれまで同方法で測定された最古の人類化石の年代である。人骨からはDNAが抽出され、古代DNAが分析された最古の古人骨である
。

### ハプログループ
Y染色体はハプログループK2a*に属していた。これはハプログループNOの祖型と姉妹群を成す。
ミトコンドリアDNAはハプログループR*に属していた
。

### 現代人とのつながり
ウスト・イシム人の遺伝子は現代の西ユーラシア人よりも、東アジア人やオセアニア人に近縁である。2016年の研究では、現代の民族集団の中ではチベット人との間で最も遺伝的共通性が高いことが示された。